# Yoon San-ha
Yoon San-ha (hangul: 윤산하; ur. 21 marca 2000), znany pod pseudonimem scenicznym Yoon Sanha – południowokoreański wokalista, aktor, tancerz i model w agencji Fantagio. Jest członkiem południowokoreańskiej grupy Astro i jej pierwszego sub-unitu Moonbin&Sanha.

## Życie prywatne
Urodził się w Nowon w Seulu. Ma dwóch starszych braci – Yoon Joon-ha (1995) i Yoon Je-ha (1998). Ma też dwa koty Yoon Kkiyong i Yoon Ray. W jego rodzinie jest powszechny wysoki wzrost. Jego tata ma 185cm, mama 168cm, najstarszy brat 187cm a środkowy brat ma 180cm. Kiedy był adeptem miał 167cm wzrostu, 178cm kiedy zadebiutował, a obecnie jest najwyższy w grupie i ma ponad 180 cm wzrostu.
Chodził do Seoul Gain Elementary School. Potem ukończył Baegun Middle School a następnie poszedł do Hanlim Arts School na kierunek – Practical Music.

Jego rodzina jest bardzo muzykalna i na co dzień zawodowo zajmują się muzyką. Dlatego dla Sanhy było zupełnie naturalne zajmowanie się muzyką, śpiewanie czy granie na instrumentach.
"Mój tata chciał zostać piosenkarzem. W domu często grał na gitarze i śpiewał. Kiedy byłem w 5 klasie, pomyślałem, "Chcę zostać piosenkarzem. Powiedziałem o tym rodzicom a oni się zgodzili. Moi bracia też zajmują się muzyką. Jeden jest perkusistą a drugi na gitarze. Nawet gdybym nie chciał zostać piosenkarzem, prowdopodobnie nadal zajmowałbym się muzyką."

## Przed debiutem
Przeszedł przesłuchanie w wieku 13 w 6 klasie szkoły podstawowej i w styczniu 2013 w wieku 14 lat zaczął szkolenie jako adept. Był adeptem 3 lata i 2 miesiące.
W gimnazjum rzadko pojawiał się w szkole z powodu treningów. Kiedy pojawiał się w szkole, tna korytarzach było głośno, ale jego blond włosy wyróżniały się na tle czarnych włosów innych dzieci. Przed debiutem ukończył gimnazjum i całe Astro pojawiło się i wystąpiło na Baegun Middle School Graduation Festival, a Sanha przedstawił ich jako grupę w której zadebiutuje. Ponieważ w tej okolicy nie pojawiały się całe grupy idoli mających zadebiutować, uczennice z młodszych klas wiwatowały jakby występowała tam grupa idoli.

## Aktywność

### Albumy
| Data              | Tytuł albumu                               | Tytuł piosenki                       | Szczegóły          |
| ----------------- | ------------------------------------------ | ------------------------------------ | ------------------ |
| 7 lutego 2018     | FM201.8-02Hz: Because I'm a fool           | Because I'm a fool (z Bily Acoustie) | [ 2 ] [ 3 ]        |
| 30 września 2018  | 171 odcinek "King of Mask Singer"          | "When would it be"                   | [ 4 ]              |
| 30 września 2018  | 171 odcinek "King of Mask Singer"          | "Every day, every moment"            | [ 5 ]              |
| 11 listopada 2019 | Love Formula 11M OST                       | One More Chance (z Chanmi z AOA)     | [ 6 ] [ 7 ]        |
| 27 lutego 2020    | Kkindae                                    | Break                                | [ 8 ] [ 9 ] [ 10 ] |
| 27 lutego 2020    | Kkindae                                    | Break (inst.)                        | [ 8 ] [ 9 ] [ 10 ] |
| 14 września 2020  | In-Out                                     | Eyez On U                            | Moonbin&Sanha      |
| 14 września 2020  | In-Out                                     | Bad Idea                             | Moonbin&Sanha      |
| 14 września 2020  | In-Out                                     | 섬(Alone)                            | Moonbin&Sanha      |
| 14 września 2020  | In-Out                                     | All I Wanna Do                       | Moonbin&Sanha      |
| 14 września 2020  | In-Out                                     | Dream Catcher                        | Moonbin&Sanha      |
| 11 lutego 2022    | Ghost Town                                 | Ghost Town                           | Moonbin&Sanha      |
| 15 marca 2022     | Refuge                                     | WHO                                  | Moonbin&Sanha      |
| 15 marca 2022     | Refuge                                     | BOO                                  | Moonbin&Sanha      |
| 15 marca 2022     | Refuge                                     | DIA                                  | Moonbin&Sanha      |
| 15 marca 2022     | Refuge                                     | Distance                             | Moonbin&Sanha      |
| 15 marca 2022     | Refuge                                     | Ghost Town                           | Moonbin&Sanha      |
| 16 maja 2022      | Drive to the Starry Road                   | 12 Hours                             |                    |
| 2 sierpnia 2022   | Kakao Webtoon <Since I Met You> OST Part.1 | Dive Into You                        | Moonbin&Sanha      |
| 2 sierpnia 2022   | Kakao Webtoon <Since I Met You> OST Part.1 | Dive Into You (inst.)                | Moonbin&Sanha      |

### Pisanie tekstów i komponowanie
| Rok  | Tytuł                     | Artysta | Album                              | Tekst | Kompozycja |
| ---- | ------------------------- | ------- | ---------------------------------- | ----- | ---------- |
| 2017 | You and Me (Thanks Aroha) | ASTRO   | Winter Dream                       | T     | N          |
| 2018 | By Your Side              | ASTRO   | Rise Up                            | T     | N          |
| 2018 | Merry Go Round            | ASTRO   | Merry-Go-Round (Christmas Edition) | T     | N          |
| 2019 | Merry Go Round            | ASTRO   | All Light                          | T     | N          |
| 2020 | ONE&ONLY                  | ASTRO   | ONE&ONLY                           | T     | N          |
| 2021 | My Zone                   | ASTRO   | Switch On                          | N     | T          |

### Telewizja i reality show
| Rok  | Nazwa stacji | Nazwa programu                          | Rola           | Szczegóły                                                                                          |
| ---- | ------------ | --------------------------------------- | -------------- | -------------------------------------------------------------------------------------------------- |
| 2018 | tvN          | Escape the Nest sezon 3                 | jako gość      | 6 odcinek                                                                                          |
| 2019 | SBS          | Law of the Jungle                       | jako gość      | 43 odcinek w Myanmar                                                                               |
| 2019 | Jamfully     | Insane Quiz Show sezon 2                | jako gość      | 7.09 14.09                                                                                         |
| 2019 | XtvN         | The Ultimate Watchlist of Latest Trends | cameo          | sezon 2 (14, 21, 28 września 2019)                                                                 |
| 2019 | MBC          | King of Masked Singer                   | uczestnik      | 171 odcinek (30 września)                                                                          |
| 2020 | MBC          | Favorite Entertainment                  | cameo          | 11 odcinek (12 września 2020) z Moonbinem                                                          |
| 2021 | INSSA OPPA   | X: Endline, new beginning               | członek obsady | razem z JinJinem, Rockym, Moonbinem oraz Minhyukiem i Hyungwonem z Monsta X (19 - 26 grudnia 2021) |
| 2022 | INSSA OPPA   | INSSA IDOL: ASTRO HOSTEL                | członek obsady | razem z JinJinem i Moonbinem (9 lutego - 16 marca 2022)                                            |
| 2022 | SBS          | Running Man                             | jako gość      | 604 odcinek (22 maja 2022) z Cha Eunwoo i Moonbinem                                                |

### Host
| Rok  | Nazwa stacji | Nazwa programu                          | Szczegóły                                              |
| ---- | ------------ | --------------------------------------- | ------------------------------------------------------ |
| 2017 | SBS          | Inkigayo                                | specjalny MC z Doyoung i Byungchan (26 listopada 2017) |
| 2018 | SBS MTV      | Yogobara                                | z Umji (z Viviz)                                       |
| 2019 | tvN          | Blanket Kick at Night                   | z MJ-em                                                |
| 2019 | SBS          | THE SHOW WITH 2019 POHANG K-POP CONCERT | specjalny MC z Chenle i Song Yuvin (1 września 2019)   |
| 2020 | MBC Plus     | Show Champion                           | z Moonbinem i Kang Minem (4 marca 2020 ~ obecnie)      |

### Programy muzyczne
| Data            | Nazwa stacji | Nazwa programu         | Piosenka            | Szczegóły                                                                         |
| --------------- | ------------ | ---------------------- | ------------------- | --------------------------------------------------------------------------------- |
| 27 czerwca 2019 | Mnet         | M Countdown            | A Whole New World   | Aladdin OST z Ji Suyeon (z WekiMeki)                                              |
| 20 grudnia 2019 | KBS 2        | Music Bank             | GOT7 "Just Right"   | 00s (BBANGBBANGZ)fancam Sanhy, cały występ                                        |
| 6 marca 2020    | KBS 2        | Music Bank             | Break               | Kkindae OST                                                                       |
| 26 czerwca 2020 | KBS 2        | Music Bank             | Red Velvet "Psycho" | 00s (BBANGBBANGZ),fancam Sanhy, cały występ                                       |
| 17 grudnia 2021 | KBS 2        | 2021 KBS Song Festival | Paradise            | Boys Over Flowers OST z Kim Wooseok, Hyunjae i Seungmin fancam Sanhy, cały występ |

### Dramy
| Rok       | Rodzaj    | Nazwa stacji  | Tytuł dramy             | Rola         | Aktywność         | Szczegóły                    |
| --------- | --------- | ------------- | ----------------------- | ------------ | ----------------- | ---------------------------- |
| 2015      | Web Drama | MBC           | To be Continued         | jako on sam  | rola główna       | [ 39 ]                       |
| 2016      | Web Drama | Naver TV Cast | My Romantic Some Recipe | jako on sam  | cameo             | 6 odcinek                    |
| 2017      | Web Drama | Oksusu        | Sweet Revenge           | jako on sam  | cameo             |                              |
| 2019      | Web Drama |               | Soul Plate              | anioł Mirel  | rola główna       | [ 40 ] [ 41 ]                |
| 2019-2020 | Web Drama | Naver TV      | Love Formula 11M        | Tae Oh       | rola główna       |                              |
| 2021      | Web Drama |               | Your Playlist           | Big Daddy    | rola główna       |                              |
| 2021      | Web Drama | Inssa Oppa    | Find Me If You Can      | Yoon Seon-ha | rola drugoplanowa | 5, 6 odcinek                 |
| 2022      | Drama     | KBS 2         | Crazy Love              | Lee Su-ho    | rola drugoplanowa | (7 marca - 26 kwietnia 2022) |

### Sesje zdjęciowe
| Rok  | Czasopismo                  | Wydanie        | Szczegóły   |
| ---- | --------------------------- | -------------- | ----------- |
| 2019 | The Star                    | styczniowe     |             |
| 2020 | Marie Claire                | styczniowe     | z MJ-em     |
| 2020 | 1st LOOK First Look No. 192 |                |             |
| 2020 | "Beautiful Beauty+"         | październikowe | z Moonbinem |
| 2020 | JUNON Japan                 | listopadowe    | z Moonbinem |
| 2020 | Marie Claire                | listopadowe    | z Moonbinem |
| 2020 | China's K!ND Magazine's     | jesienne       | z Moonbinem |
| 2020 | e.L.e Magazine              |                | z Moonbinem |
| 2021 | Y Magazine Vol.2            |                | z Moonbinem |
| 2021 | "Singles"                   | październiowe  | z Moonbinem |
| 2021 | Arena Homme Plus            | listopadowe    | z Rocky     |
| 2022 | COSMOPOLITAN                | kwietniowe     | z Moonbinem |
| 2022 | Hallyu Pia Japan            | majowe         | z Moonbinem |

### Reklamy
| Rok            | Marka              | Produkt                  | Link          |
| -------------- | ------------------ | ------------------------ | ------------- |
| 2021 - obecnie | Wonderwall Edition | biżuteria                | [ 43 ] [ 44 ] |
| 2021 - obecnie | Almost Blue        | odzież codzienna         |               |
| 2022           | 멈칫(MUMCHIT)      | Kosmetyki do ciała       | [ 45 ]        |
| 2022           | 오아린(Oarine)     | Okulary przeciwsłoneczne | [ 46 ]        |

### Musicale
2021.12.18 - 12.24: rola Abrahama w musicalu <Altar Boyz>

## Ciekawostki
- 17 sierpnia 2021, na swoim instagramie udostępnił zdjęcie siebie siedzącego za kierownicą podczas wizyty na Jeju[48]. To było wypożyczone auto. NIespodziewanie kiedy był z Moonbinem w kawiarni usłyszeli swoją piosenkę "Dream Catcher" w głośnikach kawiarni. Był tym tak zaskoczony, że zamieścił relację na Insta Story.
- Lubi śpiewać grając na gitarze[49].
- Kiedy zadebiutował nosił jeszcze aparat stały.
- Zapytany o mentalny wiek członków grupy, powiedział, że mają 1 rok.
- Boi się wszelkich insektów. Podczas sesji zdjęciowej w plenerze do Summer Vibes, cały czas coś latało wokół Sanhy więc on z krzykiem uciekał.
- Uwielbia frytki. Jeśli zamawia burgera, bierze do tego dwie porcje frytek.
- Jego angielskie imię to Chris.
- Ma nawyk marszczenia nosa kiedy śpiewa.
- Myślał o przekłuciu sobie uszu ale Aroha mu odradziła. Stwierdził też, że się boi, a jego tacie by się nie spodobało.
- Dobrze mówi po japońsku, podczas wywiadu z japońskim magazynem, sam mówił po japońsku. Reszta grupy wolałą się wypowiadać po koreańsku ponieważ nie znają aż tak dobrze japońskiego.